# Kawasaki Z1000
Kawasaki Z1000 – japoński motocykl typu naked bike produkowany przez firmę Kawasaki od 2003 roku.

## Dane techniczne/Osiągi
Silnik: R4

Pojemność silnika: 953 cm³

Moc maksymalna: 127 KM/10000 obr./min

Maksymalny moment obrotowy: 96 Nm/8000 obr./min

Prędkość maksymalna: brak danych 

Przyspieszenie 0-100 km/h: 3,8 s
- Motocykl (7/2011); Wydawnictwo Motor-Presse Polska Sp. z o.o., Wrocław 2011, s. 52-64, ISSN 1230-767X.
- Motocykl (12/2011); Wydawnictwo Motor-Presse Polska Sp. z o.o., Wrocław 2011, s. 58-62, ISSN 1230-767X.